# Antonio Salvatore Trevisi
Antonio Salvatore Trevisi (Copertino, 26 gennaio 1976) è un politico italiano, senatore della XIX legislatura, eletto per il Movimento 5 Stelle, poi passato in Forza Italia.

## Biografia
Nasce a Copertino (Lecce) il 26 gennaio 1976. La sua famiglia è di origine Monteronese. Nel 2000 consegue la laurea in economia presso l'Università di Lecce e nel 2006 il dottorato di ricerca in Sistemi Energetici e Ambiente sempre presso la stessa università. 

### Consigliere Regionale della Puglia
Nel 2009 si è iscritto al Movimento 5 Stelle e fonda il gruppo locale nella sua città di residenza, Monteroni di Lecce. Nel 2013 si candida a sindaco con il Movimento 5 Stelle .
Alle elezioni regionali in Puglia del 2015 si candida con il Movimento 5 Stelle venendo eletto nella circoscrizione di Lecce e dove ricopre l'incarico di vicepresidente della commissione ambiente del consiglio regionale pugliese. Non risulta rieletto alle regionali del 2020.

### Elezione al Senato della Repubblica
Alle elezioni politiche del 2022 viene candidato nel Collegio plurinominale Puglia - 01 del Senato della Repubblica, risultando eletto.
Il 7 agosto 2024, non essendo più in sintonia con i pentastellati, passa a Forza Italia di cui diventa responsabile energia per la regione Puglia.